# Chantal Bournissen
Chantal Bournissen, švicarska alpska smučarka, * 6. april 1967, Arolla.
Največji uspeh kariere je dosegla na Svetovnem prvenstvu 1991, kjer je osvojila naslov svetovne prvakinje v kombinaciji. Trikrat je nastopila na olimpijskih igrah, najboljšo uvrstitev je dosegla leta 1992 s četrtim mestom v kombinaciji. V svetovnem pokalu je tekmovala osem sezon med letoma 1987 in 1995 ter dosegla sedem zmag in še sedem uvrstitev na stopničke. V sezoni 1991 je osvojila smukaški mali kristalni globus in četrto mesto v skupnem seštevku svetovnega pokala.